# Amenemope (szerző)
Amenemope, Kanaht fia (fl. i. e. 1100 körül) ókori egyiptomi író, az Amenemope intelmei feltételezett szerzője.

## Élete
Amenemope ramesszida kori bölcs írnokként maradt fenn az emlékezetben. Művének részletei több papiruszon és iskolai írótáblán, valamint egy graffitón és egy osztrakonon maradtak fenn; utóbbi a legrégebbi, az i. e. 10. századból, így segít időben elhelyezni Amenemopét. Személyéről műve előszavában maradt fenn egy kevés információ (ez a ma Londonban őrzött 10474 papiruszon olvasható), de a modern kori kutatás ezek pontosságát, sőt, Amenemope létezését is kétségbe vonja. Életrajza szerint Akhmímban élt, Felső-Egyiptom kilencedik nomoszának fővárosában, és magas pozíciót töltött be a közigazgatásban: a magtár felügyelőjének, ételfelelős háznagynak nevezi magát, emellett neve mellett szerepel, hogy „megigazult Ta-Werben” és „megigazult Ipuban” (ez Akhmím korabeli neve). Felesége Tauszert volt, Su és Tefnut szisztrumjátékosa, Hórusz előénekese. Több gyermekük lehetett, mert intelmei címzettjét, Hóremmaaherut legkisebb fiának nevezi. Hóremmaaheru Akhmím főistene, Min papja volt, és olyan, magas címeket viselt, mint a „Min-Kamutef italáldozatainak bemutatója” és a „Min terasza fekete jószágainak felügyelője”.
Gyakran felmerül a kérdés, valóban létezett-e Amenemope, vagy a nevet csak álnévként használta egy vagy több szerző. A feltételezés hátterében az áll, hogy a szerző megnevezése ekkoriban szokatlan volt, az Amenemope („Ámon Luxorban”) pedig az újbirodalom idején olyan gyakori névnek minősült, hogy nem keltett feltűnést. Állítólagos apja, Kanaht („Erős bika”) neve szintén gyakorinak számított. Amenemope sírja sem került elő; a papirusz szerint Akhmím nekropoliszában, Szenutban temették el, de ilyen nevű személy sírja egyelőre nem került elő itt.

## Intelmei
Művét Amenemope a hagyományos formában fogalmazta meg: egy apa intelmei fiának a jó és erkölcsös életről, ugyanakkor (a legtöbb hasonló szövegtől eltérően) fejezetekre (összesen harmincra) osztotta. Bár régebben egyedinek tartották, a műről mostanra tudni, hogy közös témákat dolgoz fel más, ókori közel-keleti kultúrák intelemirodalmával, többek közt a babilonival és az izraelivel (megemlítendő a Bibliából a Példabeszédek, A prédikátor könyve és a Sirák fia könyve, melyek forrásául Amenemope intelmeinek héber fordítása szolgálhatott. A Példabeszédek 22:17-23:11 szoros párhuzamot mutat Amenemope művével. I. e. 1100 körüli keletkezési dátuma azt mutatja, az Amenemope intelmei régebben keletkezett, mint a Biblia bármelyik része; több egyiptológus, köztük James Henry Breasted úgy vélik, Amenemope nagy hatással volt a nyugati kultúra etikai-vallási fejlődésére azáltal, hogy művét olvasták a zsidók és egyes részei bekerültek – sokszor szó szerint – a Biblia különböző könyveibe. Breasted szerint „egyértelmű, hogy az Ótestamentum több más részében is, nem csak a Példabeszédekben, de a héber törvényekben, Jób könyvében, (…) Sámuel és Jeremiás könyveiben is Amenemope intelmeiből származnak egyes elképzelések, figurák, erkölcsi alapelvek, valamint a kedvességnek egyfajta meleg, emberi szellemisége. Maga Amenemope egy sokkal korábbi szövegből, a Ptahhotep intelmeiből merített ihletet.)

## Fordítás
- Ez a szócikk részben vagy egészben  az   Amenemope (author) című angol Wikipédia-szócikk ezen változatának fordításán alapul.  Az eredeti cikk szerkesztőit annak laptörténete sorolja fel. Ez a jelzés csupán a megfogalmazás eredetét és a szerzői jogokat jelzi, nem szolgál a cikkben szereplő információk forrásmegjelöléseként.
- Ez a szócikk részben vagy egészben  az   Amenemope (Sohn des Kanacht) című német Wikipédia-szócikk ezen változatának fordításán alapul.  Az eredeti cikk szerkesztőit annak laptörténete sorolja fel. Ez a jelzés csupán a megfogalmazás eredetét és a szerzői jogokat jelzi, nem szolgál a cikkben szereplő információk forrásmegjelöléseként.

## Külső hivatkozások
- Amenemope